# Tibetrotschwanz

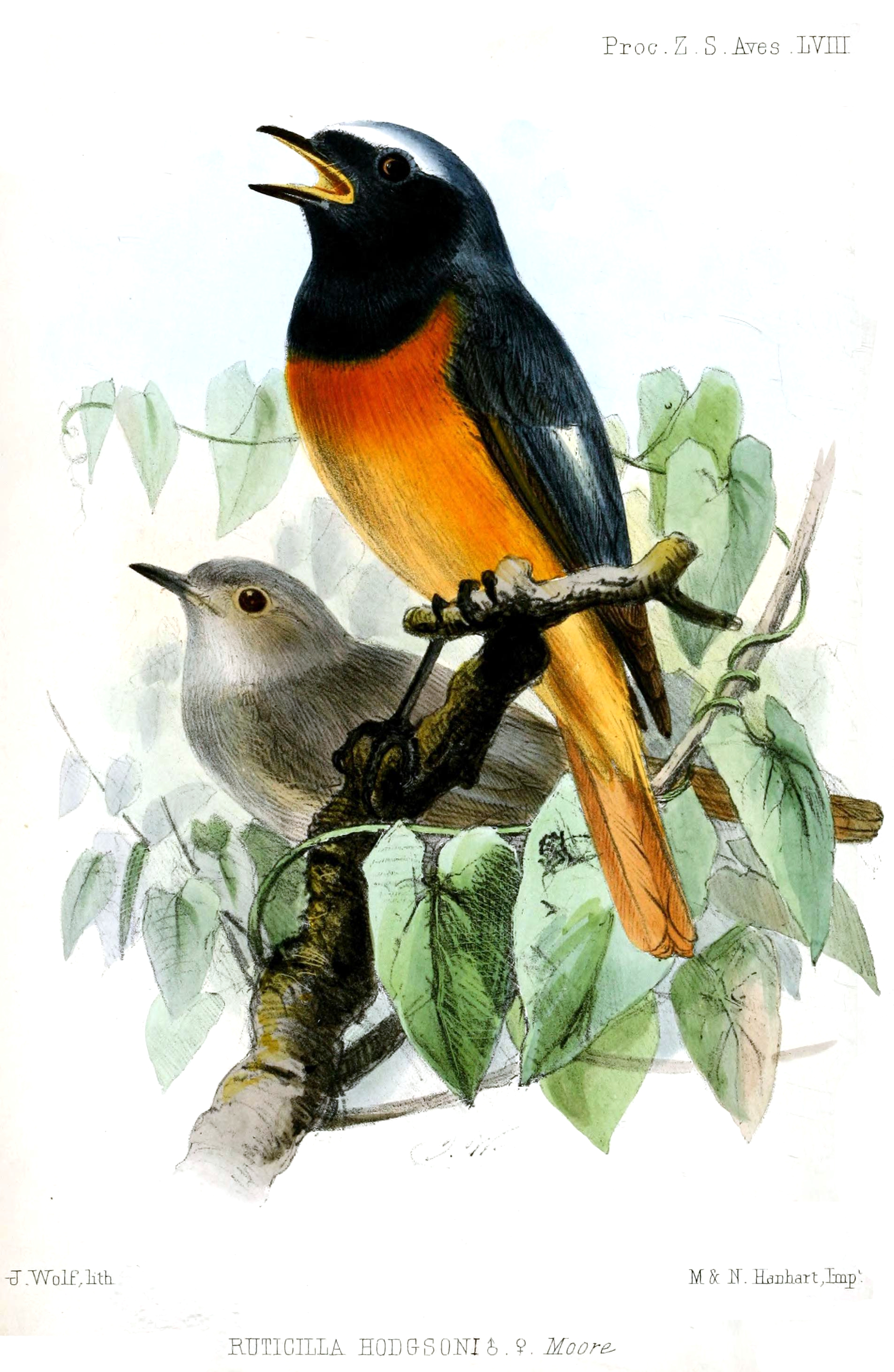
Männchen oben, Weibchen unten

Der Tibetrotschwanz (Phoenicurus hodgsoni) auch Feldrotschwanz ist eine Vogelart aus der Familie der Fliegenschnäpper. Er brütet im Tibetischen Hochland sowie im Osten Chinas. Die Winterquartiere des Zugvogels liegen in Nepal, im Osten und Süden Chinas sowie in Myanmar. Die Feldrotschwänze sind nahe Verwandte der in Mitteleuropa vorkommenden Haus- und Gartenrotschwänze. Ähnlich wie diese ernähren sie sich von Insekten und Beeren.

## Beschreibung
Feldrotschwänze ähneln sehr stark Gartenrotschwänzen, sind aber als Gebirgsbewohner mit einer Körperlänge von 15 Zentimetern und einem Gewicht von 14 bis 19 Gramm etwas größer als diese. Die Männchen der Feldrotschwänze haben einen schmäleren weißen Stirnfleck als die der Gartenrotschwänze, zudem ist der Kehllatz etwas größer und schimmert bläulich, die rostrote Färbung der Bauchseite ist ausgedehnter und gleichmäßiger. Bei den Weibchen hebt sich die Färbung des unteren Rückens deutlicher von der dunkleren und stumpferen des Bürzels ab. Jungvögel sehen wie Weibchen aus, gleiches gilt für die einjährigen, bereits geschlechtsreifen Männchen, denn der Tibetrotschwanz zeigt eine verzögerte Gefiederreifung (englisch delayed plumage maturation), wie auch der Hausrotschwanz.

## Lebensraum
Der Tibetrotschwanz brütet in verschiedenen Gebirgslandschaften wie teilbewaldetem Hügelland, mit Pappeln oder Kiefern bestandene Hänge, mit Gras und einzelnen Büschen bewachsene Hochebenen sowie Büsche und Wiesen in Mischwäldern des Gebirges. Zudem brütet er in Hochtälern, oft auch in der Nähe von Flüssen und Bächen. Steile, felsige Gebiete werden gemieden. Feldrotschwänze finden sich normalerweise in Höhenlagen zwischen 2400 und 3600 Metern, gelegentlich bis 4300 Meter.

## Fortpflanzung
Die Brutzeit liegt zwischen Mai und Juni. Als Nistmaterial werden Grashalme und Zweige verwendet, für die Auspolsterung auch Federn. Beispiele für Neststandorte sind Hohlräume in Kieferwurzeln und morschen Baumstümpfen, sowie Felsspalten, Mauerlöcher und auch unter Dächern von Hütten. Das Gelege besteht aus 4 bis 5 Eiern, diese sind blassblau bis grünblau und schwach bis deutlich gesprenkelt. Über Bebrütungs- und Nestlingszeiten gibt es keine Angaben.